# Rosia (Toskana)
Rosia ist ein Ortsteil (Fraktion, italienisch frazione) von Sovicille in der Provinz Siena, Region Toskana in Italien.

## Geografie
Der Ort liegt 3,3 km südlich des Hauptortes Sovicille, 11,5 km südwestlich der Provinzhauptstadt Siena und 58 km südlich der Regionshauptstadt Florenz. Der Ort liegt in der Landschaft der Maremma und am nordöstlichen Rand der Colline Metallifere bei 205 m in der Montagnola Senese. Der Ort liegt am gleichnamigen Fluss und gehört zudem zum Mersetal.

## Geschichte
Erstmals erwähnt wird der Ort 1156 als Burg der Familie Ardengheschi. Ab dem 27. Mai 1202 herrschte Siena über den Ort. Rosia wurde im März 1316 von Uguccione della Faggiola in Brand gesetzt. Nach der Niederlage der Republik Siena 1555 gegen die Republik Florenz fiel der Ort ebenfalls dem Herzogtum Toskana zu.

## Sehenswürdigkeiten

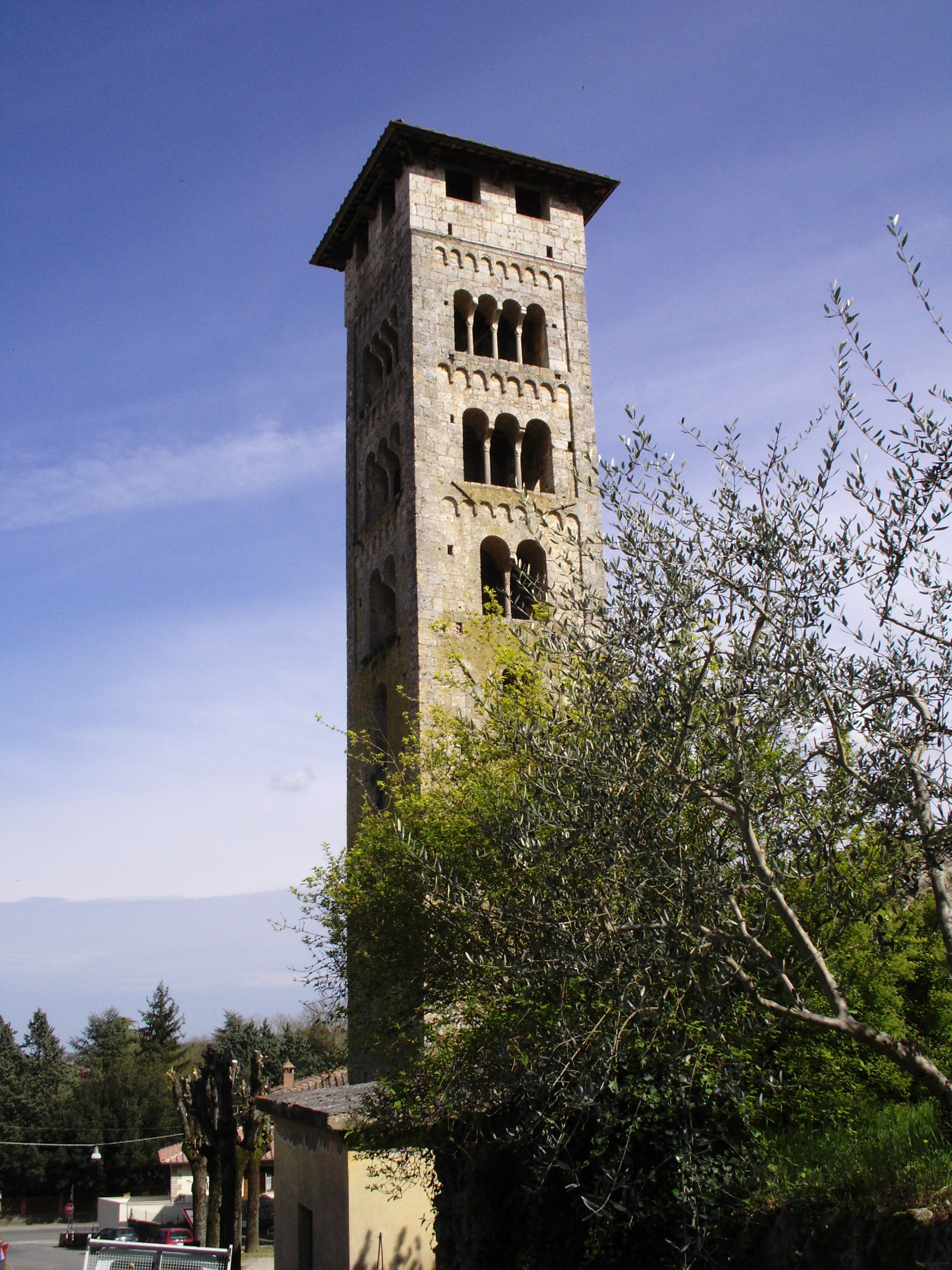
Der Campanile der Pieve di San Giovanni Battista a Rosia

- Castello di Montarrenti, 4 km südwestlich gelegene Burg bei 345 Höhenmetern. Wurde 1156 erstmals erwähnt und fiel 1217 in den Machtbereich von Siena.[3]
- Pieve di San Giovanni Battista a Rosia, Kirche und Pieve aus dem 11. Jahrhundert, die im 14. Jahrhundert erneuert wurde. Enthält von dem seneser Maler Guidoccio Cozzarelli (1450–1517)[4] das Werk Madonna in trono col Bambino e i Santi Sebastiano e Antonio Abate. Gehört zum Erzbistum Siena-Colle di Val d’Elsa-Montalcino.
- Ponte della Pia, die steinerne Bogenbrücke über den Fluss Rosia.
- Eremo di Santa Lucia a Rosia, wenige Meter südlich der Ponte della Pia gelegene Eremitage, die geografisch bereits zu Chiusdino gehört.